# Ровінка
Ровінка (словац. Rovinka) — село, громада округу Сенець, Братиславський край, південно-західна Словаччина. Кадастрова площа громади — 8,85 км².
Населення 4319 осіб (станом на 31 грудня 2017 року).

## Історія
Ровінка згадується 1274 року.

## Населення
| Рік:            | 1994. | 2004.   | 2014.     | 2024.     |
| --------------- | ----- | ------- | --------- | --------- |
| Кількість осіб: | 1216  | 1368    | 3021      | 6322      |
| Різниця:        |       | +12,5 % | +120,83 % | +109,26 % |

| Рік:            | 2023. | 2024.   |
| --------------- | ----- | ------- |
| Кількість осіб: | 6099  | 6322    |
| Різниця:        |       | +3,65 % |